# Сигудек

Сигудешниця, комі-перм'яни

Сигуде́к (комі сигудöк транскрипція: сі́ґудьок; від комі си «кінська волосина» і комі гудöк зараз означає «гармонь», від рос. гудо́к) — найпопулярніший традиційний смичковий і щипковий музичний інструмент комі-зирян і комі-перм'ян. 

## Опис

Сигудек

Сигудек являє собою смичковий і щипковий музичний інструмент на подобі лютні з дерев'яним видовбленим корпусом (коробкою) з шийкою і головкою задля натягування струн. Струни — волосяні або кишкові, могли бути різної товщини. Кількість струн в принципі могла коливатися від 2 (вже зовсім рідко була всього 1 струна) до 4, але найвідомішими є 3-струнні сигудки. 
Смичковий сигудек передбачав наявність смичка, яким водили по струнах.
Крім смичкового сигудка з'явився також щипковий сигудек-балалайка (волосяний гудок-балалайка), на якому грали, бряцаючи по струнах.
Відомі також модифікації сигудка за формою — у формі дощечки (комі сигудöк-пов «волосяний гудок-дошка») та у формі чаші (комі сигудöк-кумли «волосяний гудок-чаша»).
Гравців на сигудку називали сигудешниками (і сигудешницями). У їхньому репертуарі були плясові і танцювальні награви.

## Походження і поширення
Дослідники культури комі вважають, що музичному інструменту-попереднику сигудка, імовірно, передував інструмент мисливсько-промислового призначення, зокрема, мисливський лук, тятива якого при випусканні стріли, видає звук, схожий на дзенькіт. Імовірно, давні комі мисливці звернули увагу на це, і звучання напнутої тятиви навіяло думку про створення одно-, дво- і трьоструних  щипкових і смичковых інструментів, що й було початком сугудка. Непрямо це, а також давність винаходу цього інструменту, підтверджує міфологія комі, яка з сигудком пов'язує появу на землі музики як такої.
Сигудки особливо побутували в середовищі мисливців верхів'їв Вичегди. Сигудки — доволі рухомі музичні інструменти. На них музицирували, як удома, так і в мисливському зрубі в лісовій гущавині під час ловів. 

## Народні вірування, пов'язані з сигудком
З виготовленням сигудка, згідно з давніми уявленнями комі-зирян, на землі з'явилась музика. 
Про винайдення інструменту комі оповідають цікавий міфологічний переказ — буцімто, до виготовлення сигудка причетні обидва культурні герої—деміурги: добрий бог Єн (комі Ен) і капосний чорт Омьоль (комі Омöль). Єн зробив сигудек, але той не звучав, тоді дідько порадив Богу приліпити до кутка корпуса сигудка грудку ялинової смоли (комі коз сир) і натерти нею смичок. Єн зробив що порадили, і справді, залунала музика. Спочатку Бог зрадів, а по хвилі страшенно розлютився — адже виходило, що не він є творцем сигудку. Саме тому Єн прокляв інструмент. Відтоді звуки сигудка є улюбленими для усілякої нечисті. 
Цей мотив (любов лихої сили до музики сигудка) є частим у казковому фольклорі комі. А ще комі-мисливці, виряджаючись на лови, не забували прихопити сигудек, знаючи, що духам до душі гра на ньому, щоб розважити не лише себе і друзів, але й задобрити лісових духів.

## Виноски
1. ↑  Горчаков А.Г. Комі музичні інструменти в кн. Историко-культурный атлас Республики Коми., М.,  1997, стор. 290 (рос.)
2. ↑  Конаков Н.Д Про сигудек у Електронній Енциклопедії міфології комі. Архів оригіналу за 26 грудня 2005. Процитовано 12 грудня 2008. [Архівовано 2005-12-26 у Wayback Machine.]